# Etiopia na Letnich Igrzyskach Olimpijskich 2008
Etiopię na Letnich Igrzyskach Olimpijskich 2008 reprezentowało 22 sportowców. Wystartowali oni w dwóch dyscyplinach: lekkoatletyce oraz boksie.
Był to 11. start reprezentacji Etiopii na letnich igrzyskach olimpijskich.

## Złote
- Tirunesh Dibaba – lekkoatletyka, 2 złote medale na dwóch dystansach: 
  - bieg na 10000 m kobiet
  - bieg na 5000 m kobiet
- Kenenisa Bekele - lekkoatletyka, 2 złote medale na dwóch dystansach: 
  - bieg na 10000 m mężczyzn
  - bieg na 5000 m mężczyzn

## Srebrne
- Sileshi Sihine - lekkoatletyka - bieg na 10000 m mężczyzn

## Brązowe
- Meseret Defar - lekkoatletyka - bieg na 5000 m kobiet
- Tsegay Kebede - lekkoatletyka - maraton mężczyzn

## Reprezentanci

### Lekkoatletyka

#### Mężczyźni
- 1 500 m: Deresse Mekonnen, Mulugeta Wondimu, Mekonnen Gebremedhin, Demma Daba
- 3000 m z przeszkodami: Nahom Mesfin, Roba Gari, Yacob Jarso
- 5 000 m: Kenenisa Bekele  , Tariku Bekele, Abreham Cherkos Feleke, Ali Abdosh
- 10 000 m: Kenenisa Bekele  , Sileshi Sihine , Haile Gebrselassie, Ibrahim Jeylan
- Maraton: Tsegay Kebede , Deriba Mergia, Gudisa Shentema, Gashaw Melese

#### Kobiety
- 1 500 m: Gelete Burka, Meskerem Assefa
- 3000 m z przeszkodami: Zemzem Ahmed, Mekdes Bekele, Sofia Assefa
- 5 000 m: Tirunesh Dibaba , Meseret Defar , Meselech Melkamu, Belaynesh Fekadu
- 10 000 m: Mestawet Tufa, Tirunesh Dibaba  , Ejegayehu Dibaba, Wude Ayalew
- Maraton: Gete Wami, Berhane Adere, Bezunesh Bekele, Dire Tune

### Boks
- Molla Getachew